# 奥托·恩德尔

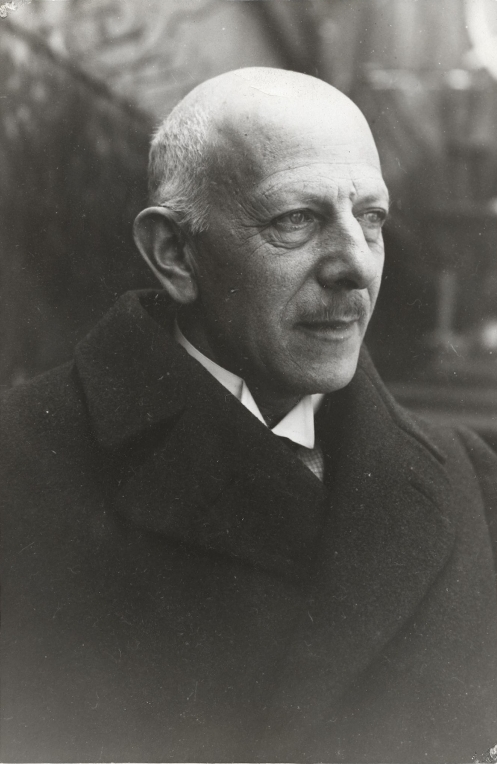
奥托·恩德尔

奥托·恩德尔（Otto Ender，1875年12月24日—1960年6月25日）是一位奥地利政治人物。他曾在1930至1931年间担任奥地利总理。
1931年5月，奥地利联合信贷银行破产，恩德尔的内阁很快就垮台了。1934至1938年间，他曾担任奥地利审计法庭庭长。1938年3月，纳粹德国吞并奥地利（德奧合併），恩德尔的政治生涯就此告终。1938年3月，他遭盖世太保监禁，一直被关到当年9月。1939年，纳粹政权逼迫恩德尔退休，他也被驱逐出了奥地利。